# City of Life and Death – Das Nanjing Massaker
City of Life and Death – Das Nanjing Massaker (chinesisch 南京! 南京!, Pinyin Nánjīng! Nánjīng!) ist ein chinesischer Film aus dem Jahre 2009 von Lu Chuan, der seine dritte Regiearbeit ist. Der Film behandelt das Massaker von Nanking und seine Folgen während des zweiten Japanisch-Chinesischen Krieges. Der Film ist außerdem bekannt unter Nanking! Nanking! oder Nanjing! Nanjing!. 

## Handlung
City of Life and Death spielt im Jahre 1937, kurz nach Beginn des zweiten Japanisch-Chinesischen Krieges. Die Kaiserlich Japanische Armee hat soeben die damalige Hauptstadt der Republik China, Nanking, besetzt. Was dann folgt ist allgemein bekannt unter dem  Massaker von Nanking, bei dem über einen Zeitraum von mehreren Wochen mindestens 200.000 chinesische Kriegsgefangene sowie Zivilisten getötet wurden.

## Veröffentlichung
Der Film wurde zuerst am 22. April 2009 in China im Kino veröffentlicht. In Deutschland erschien er am 11. Oktober 2010 als Direct-to-Video auf DVD und Blu-Ray unter dem Titel City of Life and Death – Das Nanjing Massaker.

## Auszeichnungen
Der Film gewann bei den internationalen Filmfestspielen von San Sebastián 2009 unter anderem die Goldene Muschel. Der Film gewann außerdem 2010 in den Kategorien Beste Regie (Lu Chuan) und beste Kamera (Cao Yu) Preise bei den 4. Asian Film Awards, sowie eine Auszeichnung für die beste Kamera beim 46. Golden Horse Film Festival, bei dem er außerdem für die besten visuellen Effekte nominiert war. Beim Oslo Film Festival 2009 gewann City of Life and Death in der Kategorie „Bester Film“.